# Alex Godoy
Alejandro Godoy Venturi (Las Palmas de Gran Canaria, 30 ottobre 1971) è un ex calciatore andorrano, di ruolo attaccante.